# Лури

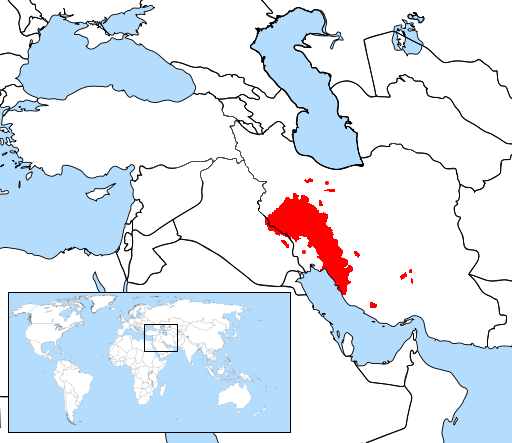

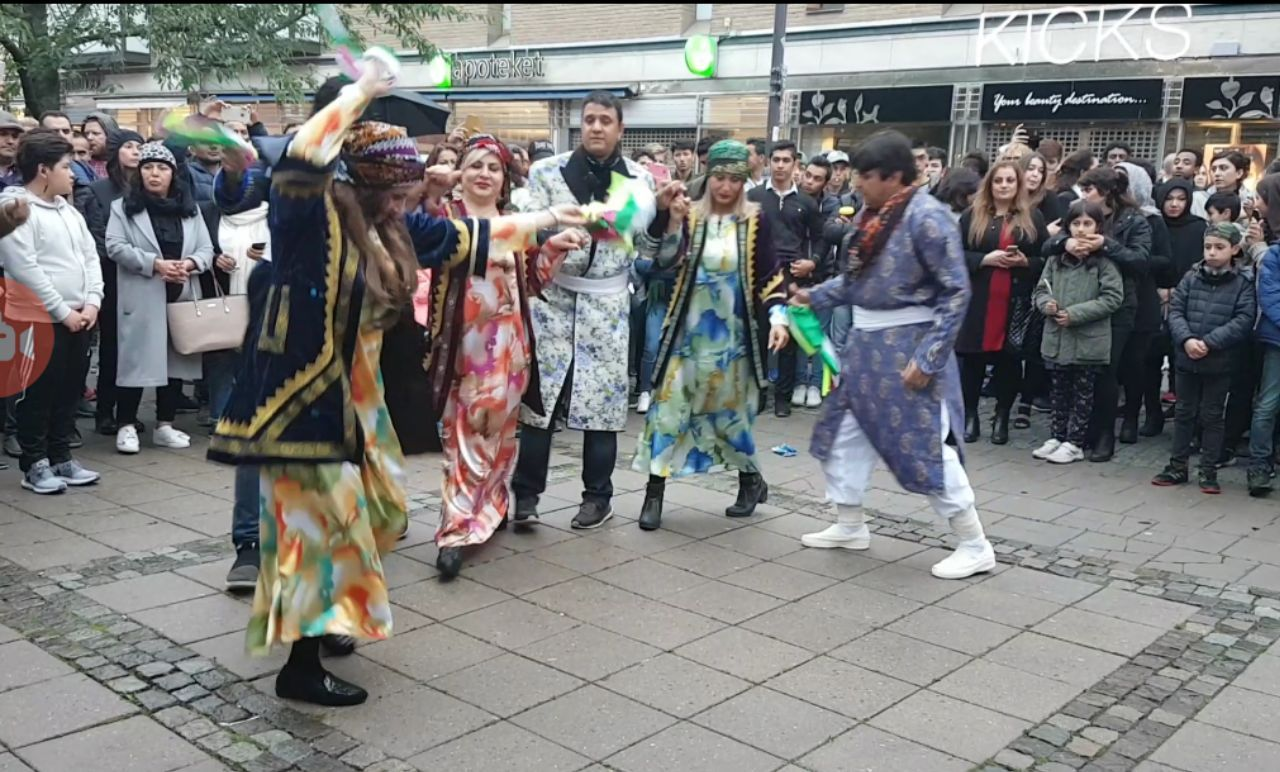

Лури — іранський народ, що проживає в західному Ірані, в горах Загрос. Загальна чисельність населення — понад 2,6 млн чол. Утворюють 4 споріднені племінні групи: піш-є куха і пошт-є куха в Лурестані, мамасані та кухгілуйє в Фарсі. Розмовляють на лурсько-бахтіярській мові західноіранської підгрупи іранської групи індоєвропейської сім'ї мов. За релігією — мусульмани-шиїти.
Вважають, що лури виникли в результаті змішування стародавнього еламітського населення і прийшлих племен південно-іранської гілки. В минулому переважно кочівники-скотарі, лури значною мірою перейшли до осілого землеробства.